# 叠氮化铜

## 性质
有毒，遇酸分解为叠氮化氢。黑棕色粉末或晶体。比重为在25摄氏度时2.604。爆炸温度为215℃。属高感度炸药。很难溶于水，但微溶于酸（包括醋酸）和液氨。在空气中加热则迅速分解为铜和氮气。容易被水合肼溶液还原为叠氮亚铜。潮湿时无爆炸危险，干燥时或用乙醚润湿时对摩擦极敏感。置于火焰中发生爆炸，其起爆剂爆炸能力比叠氮化铅强6倍，比雷汞强450倍。

## 制备
在0-10摄氏度由二价铜溶液与叠氮化钠溶液或与2%叠氮酸反应而得。

## 用途
可用作起爆剂。
但因其感度过高，在目前并没有实际用途